# Kernqualitäten
Kernqualitäten sind die Grundlage des Kernquadrats, einem von Daniel Ofman weiterentwickelten Modell, welches Kompetenzen und positive Eigenschaften eines Menschen in den Vordergrund stellt. Durch die Betonung auf persönliche Qualitäten von Menschen gibt es einen deutlichen Bezug zur Positiven Psychologie. Das Modell basiert auf Erkenntnissen von Nicolai Hartmann, Paul Helwig und Friedemann Schulz von Thun. Es wird auch Werte- oder Entwicklungsquadrat genannt.

## Definition

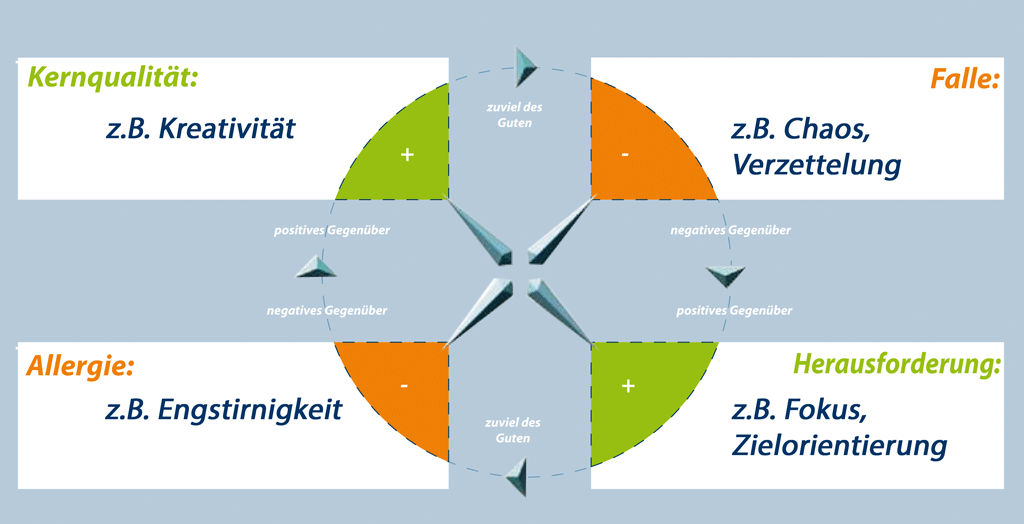
Beispiel für Kernqualität in einem Kernquadrat

Bei Kernqualitäten handelt es sich um positive Eigenschaften, die einen Menschen färben und als Veranlagung schon von Beginn des Lebens an anwesend seien. Beispiele für Kernqualitäten sind u. a. Charaktermerkmale wie Tatkraft, Entschlossenheit, Einfühlungsvermögen, Ordnung, Sorgfalt, Aufgeschlossenheit oder Humor. Eine Kernqualität sei immer vorhanden, sie könne weder an- noch abgeschaltet werden, allerdings könne sie verdrängt oder vernachlässigt werden. Dies jedoch wäre bedauerlich, denn Kernqualitäten zeichneten einen Menschen aus. Gerrickens definiert Kernqualitäten als die „ur-eigensten“ Eigenschaften des Menschen. Sie formten das Potential an persönlichen Entwicklungsmöglichkeiten, die einem zur Verfügung stehen, selbst wenn sie nicht immer gebraucht würden.

## Praktische Anwendung und empirische Forschung
Die praktische Benennung und Entwicklung von Kernqualitäten werden insbesondere in den Niederlanden in Bildungseinrichtungen (Schulen, Universitäten usw.) und Unternehmen praktisch eingesetzt. Ziel ist es, ein gegenseitiges Verständnis von Schülern und Kollegen zu fördern und den Respekt voreinander zu trainieren, vor allem wenn die in den jeweiligen Zielgruppen vorhandenen Kernqualitäten besonders breit gefächert sind.
Sich mit Kernqualitäten zu beschäftigen, kann in verschiedentlichen Situationen und Bereichen hilfreich sein. So sind sie zum Beispiel regelmäßig bei Beurteilungsgesprächen und individueller Begleitung von Belang und haben sich beim Erstellen persönlicher Entwicklungspläne und der effektiveren Entwicklung von Führungskompetenzen als hilfreich erwiesen. Logischerweise bietet sich außerdem der Einsatz im Bereich von Konfliktbewältigung und Mediation an, bspw. im Rahmen von Kulturveränderungsprogrammen und Fusionen, zur Stressbewältigung und in Teambildungsprozessen.
Dem zugrundeliegend spielen Charakterstärken bzw. Kernqualitäten eine wichtige Rolle in der Forschung zur positiven Psychologie im US-amerikanischen und angelsächsischen Raum. Insbesondere die Wissenschaftler Park, Peterson und Seligman führten zahlreiche empirische Studien in Verbindung mit der Identifikation menschlicher Charakterstärken durch und untersuchten unter anderem das Verhältnis zur allgemeinen Lebenszufriedenheit, zum Geschlecht und Lebensalter von Menschen und diskutierten die Bedeutung traumatischer Erfahrungen.
Auch in der kontinental-europäischen Forschung zur Positiven Psychologie im Bildungskontext nehmen Kernqualitäten einen besonderen Stellenwert ein, so z. B. in Untersuchungen zur Förderung der persönlichen Fähigkeiten von Menschen durch positive Aktivitäten. Im Rahmen ihrer Studie zur Bewusstwerdung und Förderung von Kernqualitäten bei Grundschulkindern belegen Peter Ruit und Fred Korthagen die positiven Auswirkungen und illustrieren die Bedeutung der Förderung von Kernqualitäten insbesondere bei Kindern. Sie berichten von Verbesserungen des Selbstwertgefühls und damit einhergehend auch von stärkeren schulischen Leistungen.

## Die Benennung von Kernqualitäten
Die grundsätzliche Annahme, dass jeder Mensch positive Eigenschaften besitze, ist eine weit verbreitete Sichtweise, die gerade auch in der bereits erwähnten Positiven Psychologie, 1998 von Martin Seligman und Mihály Csíkszentmihályi beschrieben, vertreten wird.
Gerade weil es bei Kernqualitäten um positive Charaktereigenschaften geht, fällt es den Menschen leichter, ihre Existenz anzunehmen und produktiv einzusetzen. Anstatt sich auf Schwächen und Fehler zu konzentrieren – wie es in Schulen, Feedbackgesprächen und in der privaten Kommunikation häufig geschieht – stellt das Konzept von Kernqualitäten positive Eigenschaften und Entwicklungspotenziale eines Menschen in den Vordergrund. Mit dem Erkennen dieser Entwicklungspotenziale (den Herausforderungen) können Ziele formuliert und Pläne entwickelt werden, diese zu erreichen. Hiermit wird ein größerer Konsens erreicht und die Chance vergrößert, dass Menschen sich tatsächlich weiterentwickeln, anstelle sich darauf zu fokussieren, Fehler zu vermeiden. Monique Dankers-van der Spek betont die Bedeutung der Beschäftigung mit Kernqualitäten für die Zusammenarbeit im Team, da dies den Teilnehmern bewusst mache, welchen Einfluss jedes einzelne Mitglied des Teams mit seinen besonderen Fähigkeiten innerhalb der Gruppe habe. Auf dieser Grundlage könne man viel besser entscheiden, was man für gut und wichtig halte und was man gerne ändern möchte.